# Grumpy Old Man
Grumpy Old Man (titulado El viejo cascarrabias en Hispanoamérica y Viejo gruñón en España) es el noveno episodio de la Décima temporada de la serie de televisión animada Padre de familia. Se emitió originalmente en los Estados Unidos el 11 de diciembre de 2011.
El episodio trata de cuando el padre de Lois, Carter Pewterschmidt se queda dormido mientras conduce en la carretera en una tormenta de nieve, Preocupados por su seguridad, Lois decide que sea admitido a un asilo de ancianos en Florida, en un intento de ayudar a adaptarse a la vida como un hombre mayor. Carter se niega a vivir en la comunidad de retiro, sin embargo, al final llega a disfrutar de las diversas actividades en el hogar. Seis meses más tarde, Carter pronto se convierte en malhumorado, e incluso más anciano, causando a Peter que le llevará de vuelta a su viejo negocio y llevarlo de vuelta a la normalidad.
El episodio fue escrito por Dave Ihlenfeld y David Wrighty dirigido por John Holmquist. Ha recibido críticas mixtas de los críticos en su mayoría por su historia, y muchas referencias culturales. De acuerdo con Nielsen, fue visto en 6,10 millones de hogares en su emisión original. El episodio contó con actuaciones de invitados de Adam Carolla, Jack Carter, D. C. Douglas, R. Lee Ermey, Christine Lakin, Joel David Moore, Linda Porter, Floyd Van Buskirk, Mae Whitman y Wally Wingert, junto con varios actores invitados recurrentes de voz para la serie.

## Argumento
Una tormenta de nieve ha invadido Quahog, Rhode Island, con Stewie ajustado a visitar a sus abuelos, Carter  y Bárbara  Pewterschmidt en su mansión.Mientras que él está conduciendo, Carter se queda dormido al volante y se estrella su coche contra un árbol. Los tres entonces ir al hospital, el vecino de la familia Griffin, Joe Swanson avisa que la licencia de conducir tiene que ser revocada debido a la vejez de Carter. Su esposa, Barbara, entonces sugiere que los dos se retiren. Carter se resiste al principio (ya que no quiere dejar de lado una empresa de seis mil millones de dólares), pero con el tiempo se compromete a hacerlo, admitiendo que nunca tuvo tiempo para jugar al polo o sentarse en una silla para humedecer la boca. Más tarde ese día, el jubilado Carter decide visitar a su yerno, Peter, junto con sus amigos Joe y Quagmire en el bar local para aprender acerca de sus discusiones sobre la vida en el hogar, a su disgusto. Carter también decide a vivir con la familia Griffin, y trata de encontrar a alguien para pasar el rato, especialmente Quagmire. Peter expresa su disgusto de la situación, y sugiere que se poner a Carter y Barbara en una casa de retiro en la Florida.
La familia se dirige a Florida, y obtiene una comunidad de retiro. Impresionado en un primer momento, Carter luego se niega a vivir en la comunidad, por temor a que se está haciendo demasiado viejo. Peter decide hablar con Carter por su cuenta, en un intento de convencer a vivir en la casa, y le promete mostrar lo maravilloso que es ser retirado. Los dos entonces realizan diversas tareas, como jugar al bingo, con Carter luego, eventualmente aceptar vivir allí. Seis meses más tarde, Bárbara llama a la familia Griffin, alertándolos que algo anda mal con Carter. Cuando llegan, descubren que se ha vuelto malhumorado, y aún más cansado y anciano. Intentando curarlo, Peter, Lois, y Barbara lo llevan a su viejo negocio en Quahog. Peter entonces provoca la ira de Carter, haciendo una propuesta para que el negocio sea humano, lo que le hace volver a ser el mismo. Carter entonces advierte a Peter y Lois nunca lo puso en una casa de retiro de nuevo, indicando que él seguirá funcionando su negocio hasta el día de su muerte. En ese momento, Thelma, la madre de Peter, los llama desde el hogar de ancianos en el teléfono de Peter, donde se queja y trata de hablar Peter a visitar para Acción de Gracias, mientras que Peter sigue siendo evasivo. Cuando Peter se baja del teléfono, Lois se asegura que se quede Thelma en su hogar.